# M24 Chaffee
Az M24 Chaffee egy amerikai könnyű harckocsi volt, amit a második világháború kései szakaszában állítottak hadrendbe. A típust Adna R. Chaffee tábornokról nevezték el aki úttörő szerepet játszott az amerikai páncélos doktrínák kidolgozásában.

## Története
A harctéri tapasztalatok bebizonyították hogy az amerikai könnyű harckocsik 37 mm-es páncéltörő ágyúi nem képviselnek elegendő tűzerőt. Az M3/M5 Stuart páncéloson alapuló T7-es konstrukció tűzerő szempontjából ugyan előrelépésnek számított, az új fegyverzetnek és a felépítményt érintő számos módosításnak köszönhetően azonban ez a változat már túllépte a 20 tonnás tömeghatárt, amely a közepes harckocsik kategóriájának felelt meg. Az Ordnance Committee felismerte hogy egy merőben új könnyű harckocsi változat kifejlesztésére van szükség, amely az optimális tűzerő elérése véget 75 mm-es löveggel van felszerelve, tömege viszont nem haladhatja meg a könnyű páncélosokra vonatkozó korlátozást.
1943 áprilisában az Ordnance Corps és a Cadillac vállalat közösen kezdett hozzá a T24-es névre keresztelt könnyű harckocsi kifejlesztéséhez. Az elvárásoknak megfelelően a páncéltest a legjobban védett helyeken sem haladta meg a 25 mm-es falvastagságot, döntött kiviteléből adódóan viszont hatékony védelmet biztosított. Főfegyverzet gyanánt a B-25 Mitchell bombázókhoz használt 75 mm-es repülőgép fedélzeti ágyú módosított változatát használták ami hasonló teljesítményt nyújtott mint az M3-as páncéltörő löveg. A felfüggesztés hasonlított az M18-as Hellcat páncéloshoz használt felfüggesztési rendszerhez.
Az M24-es könnyű harckocsit 1944-től kezdve a Cadillac és a Massey-Harris vállalat gyártotta sorozatban. Összesen 4731 páncélos végszerelése után, 1945 augusztusában leállították a típus sorozatgyártását.
A Chaffe harckocsik voltak az egyik főszereplői a „A halál ötven órája” című nagy sikerű amerikai háborús filmnek. Ezek alakították a  német harckocsik számára könnyű prédát jelentő Shermaneket. (A Tigrisek „szerepében” a háború után kifejlesztett Patton tankok léptek fel).

## Rendszeresítő országok
- Ausztria
- Belgium
- Chile
- Dánia

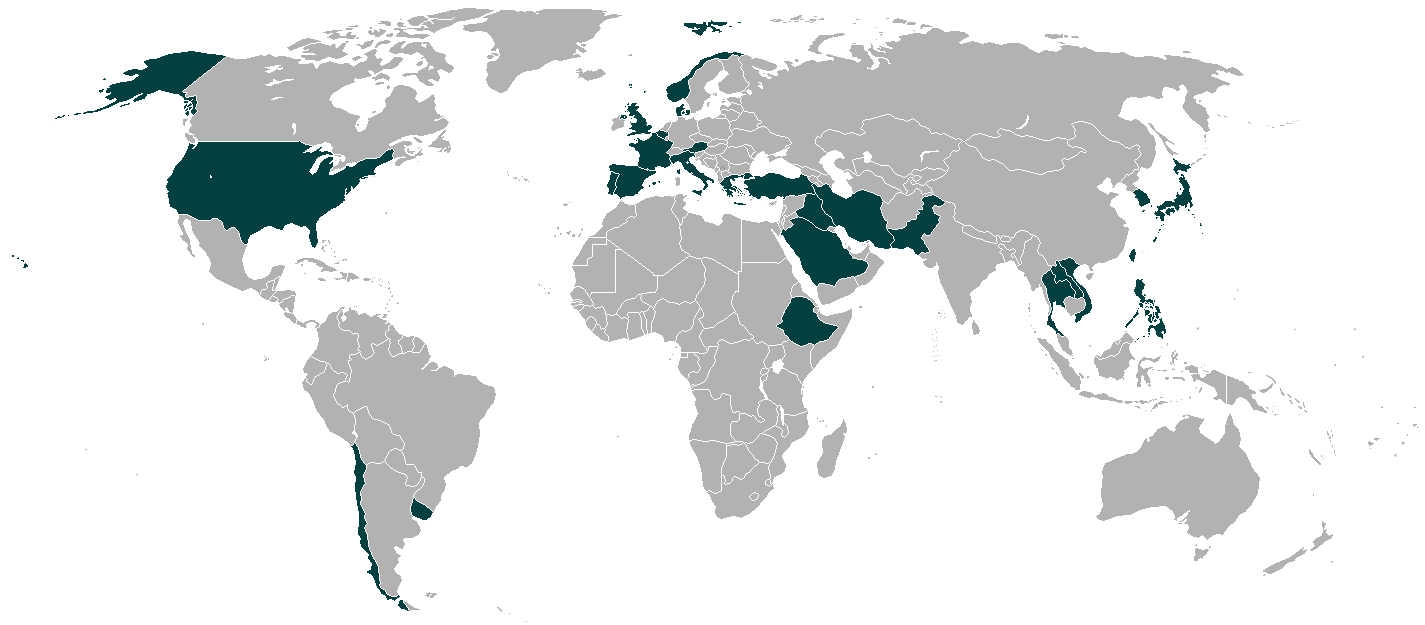
Az M24-t rendszeresítő országok

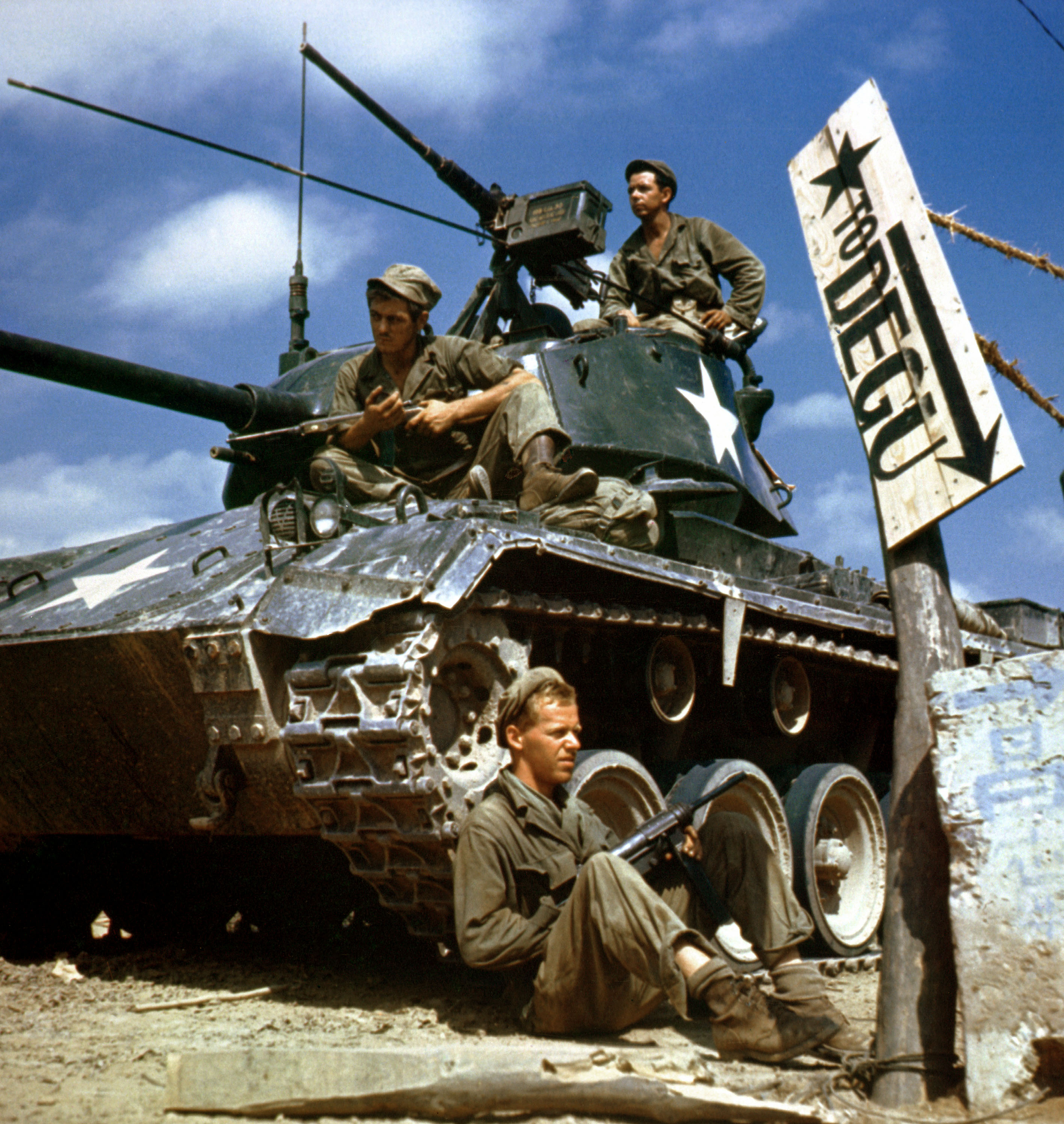
M24-es a koreai háborúban

- Dél-Korea – 30 Chaffeet használtak kiképzőcélokra az 1950-es évek elején
- Dél-Vietnám
- Egyesült Királyság
- Etiópia
- Franciaország
- Fülöp-szigetek
- Görögország
- Hollandia
- Irak
- Irán
- Japán
- Kambodzsa
- Kínai Köztársaság
- Laosz
- Norvégia
- Olaszország
- Pakisztán
- Portugália
- Szaúd-Arábia
- Spanyolország
- Thaiföld
- Törökország
- Uruguay
- USA
- Vietnám